# 28572 Salebreton
28572 Salebreton è un asteroide della fascia principale. Scoperto nel 2000, presenta un'orbita caratterizzata da un semiasse maggiore pari a 2,4429706 UA e da un'eccentricità di 0,1587840, inclinata di 5,37219° rispetto all'eclittica.